# Чинтара Пунлап
Чинтара Пунлап (тај. จินตหรา พูนลาภ; 6. март 1969) тајландска је певачица. Изводи мор лам и лук тунг музику.

## Дискографија
- Took lauk auk rong rian (ถูกหลอกออกโรงเรียน)
- Wan puean kian jot mai (วานเพื่อนเขียนจดหมาย)
- Rai oi khoi rak (ไร่อ้อยคอยรัก)
- Songsan huajai (สงสารหัวใจ)
- Uaipon hai puean (อวยพรให้เพื่อน)
- Mor Lam Sa On+Luk Thung Sa on 1-14 (หมอลำสะออน+ลูกทุ่งสะออน ชุด 1-14)
- Jintara Krob Krueang 1-9 (จินตหราครบเครื่อง ชุด 1-9)
- Tao Ngoy (เต่างอย)
- Phak Dee Tee Jeb (ภักดีที่เจ็บ)